# Harry Almela
Harry Altahir Almela Sánchez (Caracas, Venezuela, 22 de septiembre de 1953 - Mariara, Carabobo, Venezuela, 24 de octubre de 2017) fue un ensayista, escritor, poeta, editor y narrador venezolano. Fue una de las voces de la generación de los 80 en Venezuela.

## Biografía
Fue Licenciado en Educación, mención Literatura, por la Universidad de Carabobo (1990). Fue integrante del Taller de Poesía del Centro de Estudios Latinoamericanos “Rómulo Gallegos” (Caracas, 1981-1982). Dictó el Taller Literario de la Casa de la Cultura de Maracay (1983-1987). Coordinó el Taller de Creación Literaria, mención poesía, del Centro de Estudios Latinoamericanos “Rómulo Gallegos” (Caracas, 1992) y se desempeñó como investigador de dicho Centro (1993-1995). 
En 1991 fundó la editorial La Liebre Libre, activa hasta el año 2003. En el año 1996 asistió al Curso para Profesores de Lengua y Literatura Española en el Instituto de Cooperación Iberoamericana con sede en Madrid y realizó el Curso de Postgrado en Técnicas Editoriales en la Universidad de Barcelona, España.
Fue colaborador asiduo en publicaciones periódicas de Venezuela, como el Papel Literario del periódico El Nacional. Además, becario de la Fundación John Simon Guggenheim, Nueva York, en el año 2009. Desde 2014 fue miembro honorario del Movimiento Poético de Maracaibo. Falleció el 24 de octubre de 2017 a la edad de 64 años a causa de un infarto.

## Obras

### Poesía
- Poemas (Maracay, Secretaría de Cultura del Estado Aragua, 1983. Sin ISBN. Depósito Legal L.F.83-0253).

- Cantigas (Caracas, Editorial Fundarte, 1990. ISBN 980-253-060-3).

- Muro en lo blanco (Caracas, Monte Ávila Editores, 1991. ISBN 980-01-0437-2).

- Fértil miseria (Maracaibo, ediciones Dharma, 1992. ISBN  980-0708-16-2).

- Frágil en el alba (Caracas, Monte Ávila Editores, 1993. ISBN 980-01-0819-X).

- El terco amor (Caracas, Monte Ávila Editores, 1996. ISBN 980-01-0789-4).

- Los trabajos y las noche (Maracay, Editorial La Liebre Libre, 1998. ISBN 980-327-476-7).

- Palabra o indigencia (Villa de Cura, Blacamán Editores, 2000. ISBN 980-327-552-6).

- Cuaderno de bitácora, Antología 1983-2000 (Nueva York, Latin American Writers Institute (LAWI). Eugenio María de Hostos Community College/ City University Nueva York, 2001. ISBN 1-884912-22-2).

- Instrucciones para armar el meccano (Caracas, Fundación para la Cultura Urbana, 2006. ISBN 980-6553-51-9).

- La patria forajida (Caracas, Editorial Actum, 2006. ISBN 980-6354-15-X).

- Silva a las desventuras en la zona sórdida (Maracay, Ediciones Estival, 2012. ISBN 980-12-5649-6).

- Contrapastoral (Caracas, bid&co Editores, 2014. 978-ISBN 980-403-087-1).[2]

### Narrativa
- Como si fuera una espiga (Maracay, Secretaría de Cultura del Estado Aragua, 1998. ISBN 980-353-048-8).[2]

### Ensayo
- Una casa entre los ojos (Acerca de la poesía de Luis Alberto Crespo) (Maracay, Secretaría de Cultura del Estado Aragua, 1994). ISBN 980-327-190-3).

- Por la feraz campiña. Espacios y cultura en Aragua (Maracay, Alcaldía del Municipio Girardot, 2001. ISBN 980-353-078-X).[2]

### Ediciones críticas
- Fuera de tiesto, poemas de Armando Rojas Guardia (Caracas, bid&co, 2009. ISBN 980-6741-66-9).

- Del dulce mal. Antología de poesía amorosa de Venezuela. (Caracas, Editorial Santillana, 2008. ISBN 980-2758-95-7).

- Poemas selectos. Visión de la memoria, textos de Tomas Tranströmer. (Traducción: Roberto Mascaró. Caracas, bid&co, 2009. ISBN 980-6741-69-0).

## Premios y reconocimientos
- Premio Bienal de Poesía “Francisco Lazo Martí”, auspiciado por el Ateneo de Calabozo, con el poemario "Cantigas". Calabozo, estado Guárico, 1989.

- Premio del Concurso Bienal de Literatura del Ateneo de El Tigre, mención narrativa, con el texto "Anotaciones para un intento de regreso". El Tigre, estado Anzoátegui, 1990.

- Premio del 46° Concurso de Cuentos del Diario “El Nacional” con el texto "Arcanos para un nuevo paisaje". Caracas, 1991.

- Premio Bienal de Poesía “José Rafael Pocaterra”, auspiciado por el Ateneo de Valencia, por el libro "El terco amor". Valencia, 1994

- Premio Bienal de Literatura “Casa de la Cultura de Maracay, mención ensayo, por el libro "Una casa entre los ojos (Acerca de la poesía de Luis Alberto Crespo)". Maracay, 1994.

- Premio Bienal de Literatura “Miguel Ramón Utrera”, mención poesía, por el libro "La patria forajida". Maracay, 2004.

- Becario de la Fundación John Simon Guggenheim. Nueva York, 2009.

- Premio Bienal de Poesía “Abraham Saloum Bittar”, por el libro "Contrapastoral". Ciudad Bolívar, 2014.[2]